# Monika Ertl
Monika Ertl (1937-1973) var en tysk-boliviansk kommunistisk militant, guerillakriger og datteren til den nazistiske propagandist Hans Ertl. Hun er bedst kendt for at myrde Oberst Roberto Pereira, manden ansvarlig for at skære Che Guevaras hænder af. Dette succesfulde mord gav hende titlen "Che Guevaras hævner" i Tyskland. Hun fortsatte med at tjene som soldat i den Nationale Befrielseshær, der modstod den Bolivianske regering indtil hun blev tilfangetaget, tortureret og henrettet i 1973.